# Unsane (película)
Unsane es una película estadounidense de terror psicológico dirigida por Steven Soderbergh y escrita por Jonathan Bernstein y James Greer. Los actores principales son Claire Foy, Joshua Leonard, Jay Pharoah, Juno Temple, Colin Woodell, Aimee Mullins y Amy Irving. 
Tuvo su estreno mundial en el Festival Internacional de Cine de Berlín, conocido como Berlinale, el 21 de febrero de 2018, y fue estrenada en cines en Estados Unidos el 23 de marzo de 2018, por Bleecker Street y la compañía de producción de Soderbergh Fingerprint Releasing.

## Argumento
Sigue a una mujer confinada en una institución mental después de que es perseguida por un acosador. La película fue filmada en su totalidad con un iPhone 7 Plus.

## Reparto
- Claire Foy: Sawyer Valentini.
- Joshua Leonard: David Strine.
- Jay Pharoah: Nate Hoffman.
- Juno Temple: Violet.
- Aimee Mullins: Ashley Brighterhouse.
- Amy Irving: Angela Valentini.
- Polly McKie: la enfermera Boles.
- Zach Cherry: Denis.
- Sarah Stiles: Jill.
- Matt Damon: el detective Ferguson.
- Raúl Castillo: Jacob.
- Mike Mihm: Steve.
- Robert Kelly: el Novio de Steve.
- Colin Woodell: Mark.

## Producción
En julio del 2017, se anunció que Steven Soderbergh había rodado en junio una película en secreto, con actuación principal de Claire Foy y Juno Temple. La película fue rodada en un iPhone 7 Plus en 4K mediante la aplicación FiLMiC Pro, y fue estrenada a través de Fingerprint Releasing. En agosto de 2017, Jay Pharoah confirmó que coprotagonizó la película.

## Estreno
La película tuvo su premier mundial en el Festival Internacional de Cine de Berlín el 21 de febrero de 2018. La película fue estrenada en los Estados Unidos el 23 de marzo de 2018.